# 许根俊
许根俊（1935年—2008年1月8日），安徽歙县人，生物化学家。1957年毕业于复旦大学化学系。担任中国科学院上海生物化学研究所研究员。1991年当选为中国科学院生物学部院士。他是九三学社社员，九三学社第九、十届中央委员会委员，九三学社第十三届上海市委员会副主任委员，第九届和第十届全国政协委员。